# Dprabak
Dprabak (armenisch: Դպրաբակ) ist ein Dorf in der Provinz Gegharkunik, Armenien.
Dprabak wurde im Jahr 1778 von Auswanderern aus Kasachstan und Karabach gegründet.